# هنري آرثر جونز
هنري آرثر جونز (بالإنجليزية: Henry Arthur Jones)‏ هو مؤلف مسرحي إنجليزي. له عدد من المسرحيات والقصص.
كانت مسرحيته الأولى في عام 1878م في إكستر «إنها عند الزاوية». ثم كتب مسرحية «الملك الفضي» والتي ساعده في تأليفها هنري هيرمان وذلك في عام 1882م، ولاقت هذه المسرحية نجاحاً كبيراً آنذاك.

## مسرحياته
- إنها على الزاوية (1878م)
- الملك الفضي (1882م)
- دفاع السيدة دين (1900م)
- مايكل وملاكه الضائع (1896م)

## روابط خارجية
- هنري آرثر جونز على موقع IMDb (الإنجليزية)
- هنري آرثر جونز على موقع الموسوعة البريطانية (الإنجليزية)
- هنري آرثر جونز على موقع قاعدة بيانات برودواي على الإنترنت (الإنجليزية)
- هنري آرثر جونز على موقع قاعدة بيانات الفيلم (الإنجليزية)